# AHS Centaur

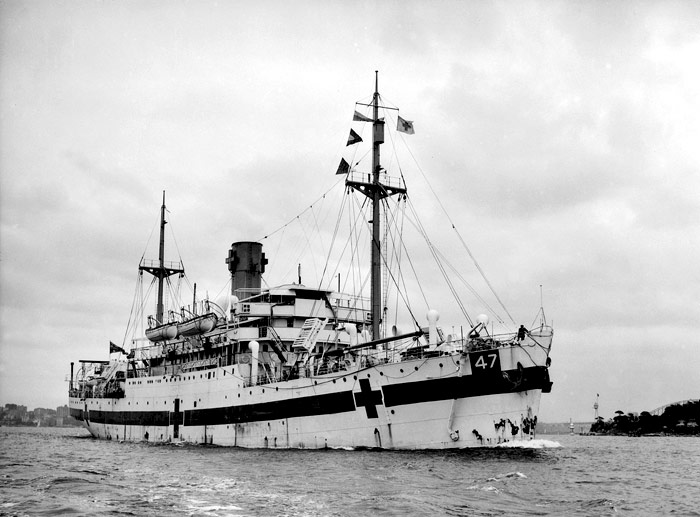
Nemocniční loď AHS Centaur

AHS Centaur (česky Kentaur) byla australská nemocniční loď potopená 14. května 1943 japonskou ponorkou I-177 u břehů Queenslandu. 
Zákeřný útok na jasně označenou a neozbrojenou nemocniční loď, v jehož důsledku zahynulo 268 z 332 osob na palubě (včetně 11 z 12 zdravotních sester), rozzuřil australskou veřejnost a byl následně bohatě využit v australské propagandě. 
Poloha vraku byla dlouho záhadou, nalezl jej až proslulý hledač vraků David Mearns v roce 2009, nález byl potvrzen filmovou a fotografickou dokumentací počátkem ledna 2010.